# Christine Adams (actrice)
Pour les articles homonymes, voir Christine Adams et Adams.
Christine Adams, née à Londres, est une actrice anglaise de cinéma et de télévision.
Elle est principalement connue pour avoir joué dans des séries télévisées comme The Whole Truth (2010-2011), Terra Nova (2011), Marvel : Les Agents du SHIELD (2014-2015), Feed the Beast (2016) et Black Lightning (2018).

## Biographie

### Jeunesse et formation
Née à Londres, elle a fréquenté l'Université du Middlesex. 

### Carrière
Pendant les années 2000, elle enchaîne les rôles secondaires voir mineurs, que ce soit pour le cinéma ou à la télévision : Christine Adams est apparue dans de nombreuses séries télévisées comme Ma tribu, Doctor Who, Pushing Daisies, Heroes et Nip/Tuck. Elle est aussi présente dans les films suivants : Piège en eaux profondes, Batman Begins, Alyssa et les Dauphins, Green Flash, Le Cœur de l'océan et Tron : L'Héritage. 
C'est au début des années 2010, qu'elle finit par se faire remarquer : D'abord, en interprétant Lena Boudreaux dans la série dramatique et judiciaire du réseau ABC, The Whole Truth et l'année d'après, grâce à la série de science-fiction Terra Nova produite par Steven Spielberg, dans laquelle elle y interprète Mira, la leader des Sixers, un groupe rebelle qui arrive lors du Sixième Pèlerinage et qui se séparera d'eux pour s'opposer à Terra Nova. Mais ces deux programmes sont des échecs d'audiences. 
Elle est tout de même choisie, en 2012, pour jouer l'un des rôles principaux d'une nouvelle série pour le réseau ABC, Americana, dans laquelle elle aurait dû donner la réplique à Ashley Greene et jouer le rôle de la femme d'Anthony LaPaglia, Sierra une ancienne mannequin venant d'Afrique de l'Est, mais le projet est finalement annulé et ne dépasse pas le stade de pilote. 
Entre 2014 et 2015, elle multiplie les interventions sur le petit écran dans des séries installées tels que Legends, Mentalist et Castle. Dans le même temps, elle joue un rôle récurrent dans les deux premières saisons de la série de super-héros, Marvel : Les Agents du SHIELD. 

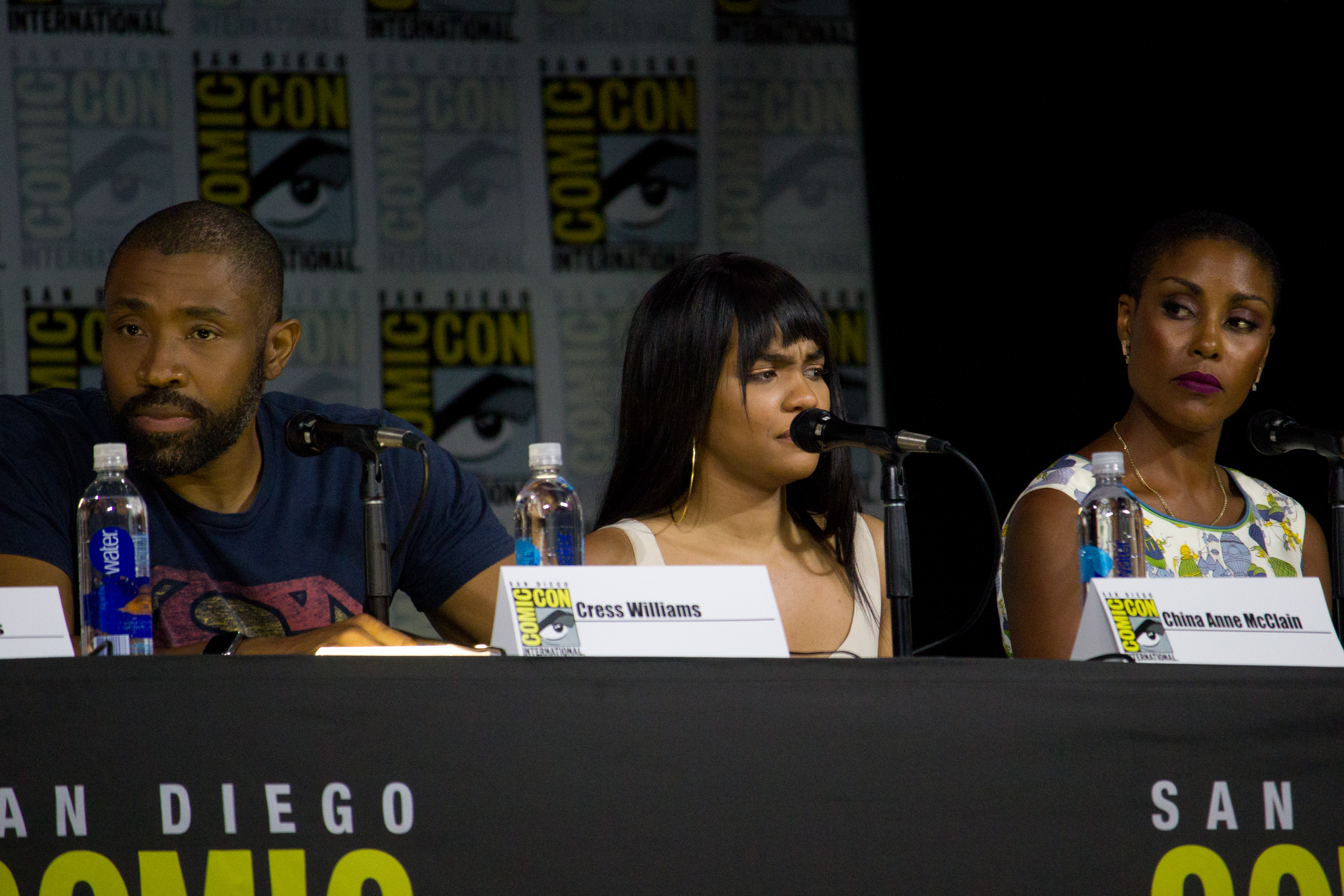
Cress Williams, China Anne McClain et Christine Adams, pour la présentation de la série télévisée Black Lightning, lors du Comic-Con 2017.

En 2016, elle subit un nouvel échec avec l'arrêt prématuré de la série dramatique Feed the Beast qui marquait le retour en vedette de David Schwimmer.  
En 2018, elle rejoint la distribution principale de Black Lightning, une série fantastique basée sur le personnage de DC Comics Black Lightning / Jefferson Pierce. Elle interprète Lynn Pierce, la femme du héros principal et mère de ses deux enfants, méta-humains. Bien que diffusée sur le même réseau, The CW, elle ne fait, actuellement, pas partie de l'Arrowverse, l'univers partagé des séries Arrow et Flash.   

### Vie privée
Elle réside actuellement à Los Angeles avec son mari et sa fille.

## Filmographie

### Cinéma

#### Longs métrages
- 2004 : (Past Present Future) Imperct de Roger Thorp : Chrissie
- 2005 : Piège en eaux profondes de Anthony Hickox : Dr. Chappell (directement sorti en vidéo)
- 2005 : Batman Begins de Christopher Nolan : Jessica
- 2006 : Alyssa et les Dauphins de Michael D. Sellers : Tamika
- 2008 : Green Flash de Paul Nihipali Jr. : Sophie (directement sorti en vidéo)
- 2010 : Beneath the Blue de Michael D. Sellers : Tamika
- 2010 : Tron: L'héritage de Joseph Kosinski : Claire Atkinson
- 2011 : Millénium : Les Hommes qui n'aimaient pas les femmes de David Fincher : Reporter TV de la Barbade
- 2015 : Bad Blood de Adam Silver : Tommy Bates
- 2018 : Profile de Timour Bekmambetov : Vick
- 2018 : Spare Room de Jenica Bergere : Dr. Eva Rae
- 2024 : Miller's Girl : Joyce Manor

#### Courts métrages
- 2001 : Willows de Andreas Wisniewski : Femme
- 2016 : You Can Never Really Know Someone de Aaron Nee et Adam Nee : Beth
- 2016 : Girl Trip de Danielle Burgio et Jamieson Tabb : Fiona

### Télévision

#### Téléfilms
- 2000 : Where There's Smoke de Richard Signy : Sandra
- 2008 : To Love and Die de Mark Piznarski : Eddie

#### Séries télévisées
- 2001 : EastEnders : P.C. (1 épisode)
- 2001 : It's a Girl Thing : Christine (1 épisode)
- 2002 : En immersion : Michelle (2 épisodes)
- 2002 : NCS Manhunt : Lorraine Way (1 épisode)
- 2002 : Doctors : Amanda Caiton (1 épisode)
- 2002 : Ma tribu : Alicia (1 épisode)
- 2002 et 2006 : Casualty : Lou Clark / Melanie Phillips (2 épisodes)
- 2003 : Murder in Mind : Chloe (1 épisode)
- 2003 : Fortysomething : Thirthysomething (1 épisode)
- 2003 : Stargate SG-1 : Mala (1 épisode)
- 2004 : NY-LON : Katherine Williams Osgood (mini-série - rôle principal, 6 épisodes)
- 2005 : Doctor Who : Cathica Santini Khadeni  (1 épisode)
- 2005 : Love Soup : Vanessa (1 épisode)
- 2006 : Les Arnaqueurs VIP : Nigella (1 épisode)
- 2006 : Home Again : Kym (rôle principal - 6 épisodes)
- 2007 : Dream Team : Michelle Campbell (2 épisodes)
- 2007 : Studio 60 on the Sunset Strip : Stefanie (1 épisode)
- 2007 : Journeyman : Georgina Conrad (1 épisode)
- 2007 - 2009 : Pushing Daisies : Simone Hundin (2 épisodes)
- 2009 : Lie to Me : Farida Mugisha (1 épisode)
- 2009 : Heroes : Dr. Madeline Gibson (1 épisode)
- 2010 : Les Experts : Miami : Nancy Thurman (1 épisode)
- 2010 : Nip/Tuck : Dr. Sarah Kwinda (1 épisode)
- 2010 - 2011 : The Whole Truth : Lena Boudreaux (rôle récurrent - 10 épisodes)
- 2011 : Terra Nova : Mira (rôle principal - 13 épisodes)
- 2012 : Americana : Sierra Delon-Soulter (pilote non retenu par ABC)
- 2014 : Legends : Hani Jibril (2 épisodes)
- 2014 - 2015 : Mentalist : Lena Abbott (saison 7, 3 épisodes)
- 2014 - 2015 : Marvel : Les Agents du SHIELD : Agent Weaver (rôle récurrent - saisons 1 et 2, 9 épisodes)
- 2015 : Castle : Dr. Barbara Lillstrom (1 épisode)
- 2016 : Real Husbands of Hollywood : Clair (1 épisode)
- 2016 : Feed the Beast : Rie Moran (rôle principal - 10 épisodes)
- 2016 : Pure Genius : Giselle Overman (1 épisode)
- 2018-2021 : Black Lightning : Lynn Pierce (rôle principal - en cours)
- 2018 : Counterpart : Cara (saison 1, 3 épisodes)
- 2019 : Love, Death and Robots : Ivrina (voix, 1 épisode)
- 2021 : De l'autre côté (Just Beyond)
- 2023 : Hijack : Marsha Smith-Nelson (rôle principal - 7 épisodes)
- 2026 : Kill Jackie